# Artère génitale
Les artères génitales sont des artères systémiques de l'abdomen qui vascularisent le système génital. 
Elles comprennent :
- les artères génitales internes[1] ou artères gonadiques qui sont chez la femme l'artère ovarique et chez l'homme l'artère testiculaire,
- l'artère génitale principale[2] ou artère utérine chez la femme,
- l'artère génitale accessoire[3] ou artère vaginale chez la femme.